# 운비쿼듐
운비쿼듐(Unbiquadium) 2006년에 발견된 원소로 원소 기호는 Ubq, 원자 번호는 124이다. 안정성의 섬 근처에 위치해 매우 안정된 반감기를 가질 것으로 예상되는 원소이다. 2004년에 프랑스의 GANIL에서 합성을 시도하였다.
{\displaystyle \,_{92}^{238}\mathrm {U} +\,_{32}^{70,72-74,76}\mathrm {Ge(natural)} \to \,_{124}^{308,310-312,314}\mathrm {Ubq} ^{*}\to \ fission}
2006년과 2008년에 보고된 바에 따르면 이 복합핵은 수명이 {\displaystyle 10^{-18}}초 이상이고 자발적 핵분열을 한다.